# San Marino na Igrzyskach Europejskich 2015
San Marino na Igrzyskach Europejskich 2015 w Baku – grupa sportowców reprezentujących San Marino na Igrzyskach Europejskich 2015 w Baku. Kraj reprezentowało 18 sportowców biorących udział w 7 dyscyplinach.

## Medaliści
| Medal | Zawodnik                         | Dyscyplina  | Konkurencja    | Data       |
| ----- | -------------------------------- | ----------- | -------------- | ---------- |
|       | Arianna Perilli                  | Strzelectwo | Trap (kobiety) | 17 czerwca |
|       | Alessandra Perilli Manuel Manuel | Strzelectwo | Trap podwójny  | 18 czerwca |

## Wyniki

### Łucznictwo
Źródło:
| Zawodnik       | Konkurencja   | Runda wstępna | Runda wstępna | Runda 1          | Runda 1 | Runda 2    | Runda 2 | 1/8 funału | 1/8 funału | Ćwierćfinał | Ćwierćfinał | Półfinał   | Półfinał | Finał      | Finał | Poz. |
| Zawodnik       | Konkurencja   | Wynik         | Poz.          | Przeciwnik       | Wynik   | Przeciwnik | Wynik   | Przeciwnik | Wynik      | Przeciwnik  | Wynik       | Przeciwnik | Wynik    | Przeciwnik | Wynik | Poz. |
| -------------- | ------------- | ------------- | ------------- | ---------------- | ------- | ---------- | ------- | ---------- | ---------- | ----------- | ----------- | ---------- | -------- | ---------- | ----- | ---- |
| Mężczyźni      |               |               |               |                  |         |            |         |            |            |             |             |            |          |            |       |      |
| Emanuele Guidi | indywidualnie | 577           | 63            | Rick van der Ven | 0 : 6   | –          | –       | –          | –          | –           | –           | –          | –        | –          | –     |      |

### Judo
| Zawodnik        | Kategoria | Runda 1    | Runda 1 | Runda 2    | Runda 2 | 1/8 finału      | 1/8 finału | Ćwierćfinał | Ćwierćfinał | Repasaż Półfinał | Repasaż Półfinał | Półfinał   | Półfinał | Repasaż Finał | Repasaż Finał | Finał Walka o brąz | Finał Walka o brąz | Poz. |
| Zawodnik        | Kategoria | Przeciwnik | Wynik   | Przeciwnik | Wynik   | Przeciwnik      | Wynik      | Przeciwnik  | Wynik       | Przeciwnik       | Wynik            | Przeciwnik | Wynik    | Przeciwnik    | Wynik         | Przeciwnik         | Wynik              | Poz. |
| --------------- | --------- | ---------- | ------- | ---------- | ------- | --------------- | ---------- | ----------- | ----------- | ---------------- | ---------------- | ---------- | -------- | ------------- | ------------- | ------------------ | ------------------ | ---- |
| Kobiety         |           |            |         |            |         |                 |            |             |             |                  |                  |            |          |               |               |                    |                    |      |
| Jessica Zannoni | do 78 kg  | –          | –       | –          | –       | Gülşah Kocatürk | 000-100    | –           | –           | –                | –                | –          | –        | –             | –             | –                  | –                  |      |

### Lekkoatletyka
Źródło:
| Kobiety               |                    |                           |                           |                           |
| Martina Muraccini     | Skok o tyczce      | 3,20                      | 6                         | 9                         |
| Mężczyźni             |                    |                           |                           |                           |
| Andrea Ercolani Volta | 400 m przez płotki | 53,70                     | 6                         | 9                         |
| Federico Gorrieri     | Skok w dal         | 6,79                      | 10                        | 5                         |
| Federico Gorrieri     | Trójskok           | 13,58                     | 10                        | 5                         |
| Joseph William Guerra | 1500 m             | 3:58,53                   | 8                         | 7                         |
| Joseph William Guerra | 3000 m             | 8:47,94                   | 7                         | 8                         |
| Matteo Mosconi        | 110 m przez płotki | nie przystąpił do zawodów | nie przystąpił do zawodów | nie przystąpił do zawodów |
| Eugenio Rossi         | Skok wzwyż         | 2,15                      | 6                         | 9                         |

### Strzelectwo
Źródło:
| Kobiety                           |        |      |     |    |    |   |    |        |
| Alessandra Perilli                | Flinta | Trap | 69  | 13 | –  | – | –  |        |
| Arianna Perilli                   | Flinta | Trap | 71  | 2  | 14 | 2 | 11 | Srebro |
| Mężczyźni                         |        |      |     |    |    |   |    |        |
| Manuel Mancini                    | Flinta | Trap | 122 | 6  | 11 | 5 | –  |        |
| Składy mieszane                   |        |      |     |    |    |   |    |        |
| Alessandra Perilli Manuel Mancini | Flinta | Trap | 88  | 6  | 23 | 4 | 27 | Brąz   |

### Taekwondo
Źródło:
| Zawodnik          | Konkurencja | 1/8 finału          | 1/8 finału | Ćwierćfinał | Ćwierćfinał | Repasaż Półfinał | Repasaż Półfinał | Półfinał   | Półfinał | Repasaż Finał / Brązowy medal | Repasaż Finał / Brązowy medal | Finał      | Finał | Poz. |
| Zawodnik          | Konkurencja | Przeciwnik          | Wynik      | Przeciwnik  | Wynik       | Przeciwnik       | Wynik            | Przeciwnik | Wynik    | Przeciwnik                    | Wynik                         | Przeciwnik | Wynik | Poz. |
| ----------------- | ----------- | ------------------- | ---------- | ----------- | ----------- | ---------------- | ---------------- | ---------- | -------- | ----------------------------- | ----------------------------- | ---------- | ----- | ---- |
| Mężczyźni         |             |                     |            |             |             |                  |                  |            |          |                               |                               |            |       |      |
| Michele Ceccaroni | do 68 kg    | Aleksiej Denissenko | 1:19       | –           | –           | –                | –                | –          | –        | –                             | –                             | –          | –     |      |

### Tenis stołowy
| Zawodnik       | Konkurencja | Runda 1          | Runda 1 | Runda 2    | Runda 2 | 1/8 finału | 1/8 finału | Ćwierćfinał | Ćwierćfinał | Półfinał   | Półfinał | Finał / Brązowy medal | Finał / Brązowy medal | Poz. |
| Zawodnik       | Konkurencja | Przeciwnik       | Wynik   | Przeciwnik | Wynik   | Przeciwnik | Wynik      | Przeciwnik  | Wynik       | Przeciwnik | Wynik    | Przeciwnik            | Wynik                 | Poz. |
| -------------- | ----------- | ---------------- | ------- | ---------- | ------- | ---------- | ---------- | ----------- | ----------- | ---------- | -------- | --------------------- | --------------------- | ---- |
| Kobiety        |             |                  |         |            |         |            |            |             |             |            |          |                       |                       |      |
| Letizia Giardi | Single      | Anamaria Erdelji | 0:4     | –          | –       | –          | –          | –           | –           | –          | –        | –                     | –                     |      |

### Pływanie
| Zawodnik         | Konkurencja           | Kwalifikacje | Kwalifikacje | Półfinał | Półfinał | Finał | Finał | Poz. |
| Zawodnik         | Konkurencja           | Czas         | Poz.         | Czas     | Poz.     | Czas  | Poz.  | Poz. |
| ---------------- | --------------------- | ------------ | ------------ | -------- | -------- | ----- | ----- | ---- |
| Kobiety          |                       |              |              |          |          |       |       |      |
| Beatrice Felici  | 50 m stylem dowolnym  | 27,40        | 37           | –        | –        | –     | –     |      |
| Beatrice Felici  | 100 m stylem dowolnym | 1:00,06      | 54           | –        | –        | –     | –     |      |
| Elena Giovannini | 200 m stylem dowolnym | 2:07,88      | 34           | –        | –        | –     | –     |      |
| Elena Giovannini | 400 m stylem dowolnym | 4:28,98      | 27           | –        | –        | –     | –     |      |